# Ende (kabupatenhuvudort)
Ende (indonesiska: Kota Ende) är en kabupatenhuvudort i Indonesien.   Den ligger i provinsen Nusa Tenggara Timur, i den södra delen av landet, 1 700 km öster om huvudstaden Jakarta. Ende ligger 31 meter över havet och antalet invånare är 77 205.
Terrängen runt Ende är varierad. Havet är nära Ende söderut.Runt Ende är det ganska tätbefolkat, med 124 invånare per kvadratkilometer. Det finns inga andra samhällen i närheten. I omgivningarna runt Ende växer i huvudsak städsegrön lövskog.